# Zespół Pieśni i Tańca „Silesianie” Uniwersytetu Ekonomicznego w Katowicach
Zespół Pieśni i Tańca „Silesianie” Uniwersytetu Ekonomicznego w Katowicach jest grupą folklorystyczną działającą w ramach organizacyjnych Uniwersytetu Ekonomicznego w Katowicach. Ponadto, Silesianie są członkiem Międzynarodowej Rady Stowarzyszeń Folklorystycznych, Festiwali i Sztuki Ludowej (CIOFF) oraz Polskiego Akademickiego Stowarzyszenia Folklorystycznego. Jest również laureatem wielu konkursów i przeglądów zespołów folklorystycznych m.in. w Szydłowcu

## Historia Zespołu
Zespół od 1977 roku prężnie uczestniczy w krajowym oraz międzynarodowym życiu folklorystycznym, uświetniając największe i najbardziej prestiżowe wydarzenia w kraju i za granicą.
Powstał dzięki inicjatywie ówczesnego rektora prof. dr hab. Zbigniewa Messnera, dał kilkaset koncertów w kraju i poza jego granicami, w największych i najbardziej rozpoznawalnych miejscach m.in. Sali Klementyńskiej przed Ojcem Świętym Janem Pawłem II, w Sali Kongresowej PKiN w Warszawie czy katowickim Spodku.

## Działalność artystyczna
„Silesianie” składają się z grupy taneczno- wokalnej oraz zespołu muzycznego. Dzięki wieloletniej współpracy z wieloma znawcami polskiego folkloru w ich repertuarze znajdują się m.in.
- Polonez szlachecki
- Polonez z okresu Księstwa Warszawskiego
- Mazur z okresu Księstwa Warszawskiego
- Krakowiak (z Lajkonikiem)
- Kujawiak
- Oberek
- Tańce górnicze regionu Górnego Śląska
- Tańce subregionu pszczyńskiego
- Tańce Śląska Ciaszyńskiego
- Tańce górali Beskidu Śląskiego
- Tańce górali Beskidu Żywieckiego
- Tańce rzeszowskie
- Tańce lubelskie
- Tańce opoczyńskie

oraz inne etiudy, obrazki taneczne, pieśni i melodie z różnych regionów Polski.

## Miejsca, w których gościł ZPiT „Silesianie”
- Albania 2014
- Bośnia i Hercegowina 2012
- Brazylia 1997
- Bułgaria 1993
- Chile 2019
- Chiny 2010[4]
- Cypr Północny 1999
- Czechy 2009, 2011, 2018, 2019
- Dania 2004
- Francja 1990, 1992, 1997, 2009, 2011[5], 2018
- Indie 2014[6][7]
- Izrael 2000
- Jordania 2000
- Korea Południowa 2001, 2002
- Litwa 2007
- Meksyk 2018
- Niemcy 2004, 2015
- Nigeria 2003
- Portugalia 1990, 1991, 1996
- Rosja 2013
- Rumunia 2015
- Serbia 2012, 2015
- Słowenia 2016
- Tajwan 2001
- Turcja 1993, 1998, 2010, 2019
- Ukraina 2011
- Watykan 1991
- Węgry 1998, 1999, 2005, 2014, 2017
- Włochy 1991, 1994, 2005
- ZSRR 1988, 1989

W Polsce m.in.:
- Bydgoszcz 2017
- Jasło 1987, 1989, 1991
- Płock 1988
- Puławy 2016
- Warszawa 2006
- Szydłowiec 2008[3]
- Olecko 2018
- Olsztyn 2008[8]
- Sokołów Podlaski 2010[9][10]
- Kołobrzeg 2012[11]

## Dyskografia
- Pastorałki
- Z muzyką przez Śląsk
- Silesianie, hu-cha!

## Działalność dodatkowa
Zespół podejmuje inicjatywy kulturalne mające na celu wspomaganie instytucji dla dzieci specjalnej troski oraz osób starszych i chorych, takie jak Silesianie dzieciom oraz Silesianie i ich goście.
Oprócz działalności kulturalnej Zespół prowadzi zajęcia dydaktyczne i szkoleniowe w jednostkach oświatowych województwa śląskiego dotyczące kultury i sztuki ludowej. Jest również organizatorem seminariów naukowych, tak w dziedzinie folkloru, jak i marketingu w kulturze.

## „Trojak”
Od 2010 roku Zespół Pieśni i Tańca „Silesianie” wraz z Uniwersytetem Ekonomicznym oraz Stowarzyszeniem Folklorystycznym Silesianie organizuje Konkurs Tańca Śląskiego „Trojak”, odbywający się w formie podobnej turniejom tańca towarzyskiego.
Cele Konkursu
- popularyzacja tańców regionu śląskiego
- ochrona dziedzictwa kulturowego regionu
- rozbudzenie potrzeby tańczenia tańców śląskich wśród dzieci i młodzieży
- stworzenie dzieciom i dorosłym możliwości aktywnego spędzenia wolnego czasu
- umożliwienie miłośnikom kultury śląskiej wzajemnego poznania i konfrontacji dorobku w zakresie tańców śląskich

Uczestnicy prezentują w parach różne śląskie tańce w zależności od wieku:
| Kategoria | Wiek (lata) | Prezentowane tańce                  |
| --------- | ----------- | ----------------------------------- |
| I         | 7 - 9       | Owczarek, Grożony                   |
| II        | 10 - 12     | Kowol, Zajączek                     |
| III       | 13 - 15     | Kowol, Zajączek                     |
| IV        | 16 - 19     | Grożony, Waloszek, Puszczany        |
| V         | 20 - 39     | Od buczku do buczku, Polka, Mazurka |
| VI        | pow. 40     | Waloszek, Polka                     |

Natomiast w trójkach tańczą Trojaka w czterech kategoriach wiekowych:
| Kategoria | Wiek (lata) |
| --------- | ----------- |
| I         | 7 - 12      |
| II        | 13 - 19     |
| III       | 20 - 39     |
| IV        | pow. 40     |